# Moline (Kansas)
Moline é uma cidade localizada no estado americano de Kansas, no Condado de Elk.

## Demografia
Segundo o censo americano de 2000, a sua população era de 457 habitantes.
Em 2006, foi estimada uma população de 431, um decréscimo de 26 (-5.7%).

## Geografia
De acordo com o United States Census Bureau tem uma área de
0,9 km², dos quais 0,9 km² cobertos por terra e 0,0 km² cobertos por água. Moline localiza-se a aproximadamente 321 m acima do nível do mar.

## Localidades na vizinhança
O diagrama seguinte representa as localidades num raio de 28 km ao redor de Moline.